# Phaenocarpa collaris
Phaenocarpa collaris är en stekelart som beskrevs av Papp 1968. Phaenocarpa collaris ingår i släktet Phaenocarpa och familjen bracksteklar. Inga underarter finns listade i Catalogue of Life.